# 阿爾邦·拉豐
阿爾邦·馬克·拉豐（法語：Alban Marc Lafont，1999年1月23日—），是一名法國足球員，現時效力希臘足球超級聯賽球會彭拿典奈高斯 (南特外借)，以及法國20歲以下國家足球隊。司職門將。

## 球員生涯

### 早期生涯
拉豐在少時於AS Lattoise開始其職業生涯，擔任進攻中場，其後才改為龍門。2014年，拉豐離開效力了6年的AS Lattoise，改投法國甲組足球聯賽球會圖盧茲。

### 圖盧茲
2015-16賽季
拉豐轉會後，先於圖盧茲青年軍效力了1年。於2015年11月28日才被領隊提拔，在聯賽對陣尼斯時，首次獲得一線隊上陣的機會。他以16歲零310天的年紀，打破的紀錄，成為法甲史上最年輕上陣的門將。於拉豐成為球隊正選門將前，圖盧茲一度距離護級成功的「安全線」還欠10分，陷入降班危機。但他成為正選後，成功於24場的賽事中，有8場不失球，令球隊成功護級。球會於6月30日跟拉豐續約，新合約延長至2020年
。
2016-17賽季
拉豐於新賽季繼續擔任正選門將，在對陣馬賽時，成功令球隊不失球。

## 國家隊生涯
拉豐曾為法國U16上陣6場比賽，其中的3場是以國家隊隊長身份上陣的。2015年10月20日，拉豐首次代表法國U17上陣。首場比賽對陣北愛爾蘭U17時，他為國家隊保持不失球。可是，他並未入選2016年歐洲U-17足球錦標賽的法國U17陣容，这是因為所屬球會圖盧茲當時正在護級，球會成功遊說说服他留在球會護級，不參加國家隊比賽
。

## 統計數字
最後更新：2016年9月25日 
| 法國   | 法國    | 法國 | 聯賽 | 聯賽 | 杯賽 | 杯賽 | 歐洲賽事 | 歐洲賽事 | 其他 | 其他 | 總計 | 總計 |
| 球會   | 賽季    | 聯賽 | 出場 | 入球 | 出場 | 入球 | 出場     | 入球     | 出場 | 入球 | 出場 | 入球 |
| ------ | ------- | ---- | ---- | ---- | ---- | ---- | -------- | -------- | ---- | ---- | ---- | ---- |
| 圖盧茲 | 2015–16 | 法甲 | 24   | 0    | 0    | 0    | —        | —        | —    | —    | 24   | 0    |
| 圖盧茲 | 2016–17 | 法甲 | 7    | 0    | 0    | 0    | —        | —        | —    | —    | 7    | 0    |
| 總計   | 總計    | 總計 | 31   | 0    | 0    | 0    | 0        | 0        | 0    | 0    | 31   | 0    |

## 個人
拉豐於布吉納法索首都瓦加杜古出生，父親為法國人，母親為布吉納法索人。於拉豐9歲時，他的父母離婚。拉豐跟隨父親到法國的埃羅省生活，母親則留在布吉納法索生活，並成為當地議會長。拉豐的外祖父是一名足球員，於布吉納法索國內踢球10年；母親是布吉納法索手球的國家代表隊成員。
2016年1月，布吉納法索首都瓦加杜古發生恐怖襲擊，槍手攻入一間咖啡室，超過30人遇襲死亡，其中包括拉豐的一些親戚。

## 外部連結
- 阿爾班·拉馮 （页面存档备份，存于） at FFF